# Pseudosasa pallidiflora
Pseudosasa pallidiflora är en gräsart som först beskrevs av Mcclure, och fick sitt nu gällande namn av Shou Liang Chen och Guo Ying Sheng. Pseudosasa pallidiflora ingår i släktet splitcanebambusläktet, och familjen gräs. Inga underarter finns listade i Catalogue of Life.